# Шелер, Георг
Георг Шелер (18 марта 1793, Дёшниц, Шварцбург-Рудольштадт — 3 марта 1865, Лозанна) — немецкий педагог, филолог, искусствовед, исследователь европейской живописи.
В 1807 году поступил в Рудольштадтскую гимназию. В 1812 году уехал в Лейпциг изучать богословие и филологию, но вскоре решил сосредоточиться только на филологии. В конце 1813 года переехал учиться в Йену, но через несколько месяцев поступил добровольцем на военную службу и принял участие в последних битвах Наполеоновских войн в Брабанте и Фландрии. После войны вернулся в Лейпциг, в январе 1815 года уехал в Готу, где стал преподавать в местной гимназии. В 1818 году уехал в Данциг, где стал профессором в гимназии и где работал на протяжении более пятнадцати лет и в 1827 году отклонил предложение возглавить Потсдамскую гимназию. В марте 1823 года совершил путешествие в Италию, о чём зимой 1824 года выступал с публичными лекциями. В октябре 1833 года принял предложение переехать в Лисс, где возглавил королевскую гимназию; спустя десять лет, осенью 1843 года, переехал в Эрфурт, где также возглавил гимназию, которой руководил до ухода на пенсию в 1864 году; в 1843 году стал почётным доктором Йенского университета. Следующую зиму провёл на курортах юга, умер ещё спустя год.
Главные его труды: «Ueber Farbenanstrich und Farbigkeit plastischer Kunstwerke bei den Alten» (1826); «Ueber die griechische Architektur» (1855); «Geschichtliche Uebersicht der italienischen Malerei» (1854).